# Instytut Inżynierii Technicznej Państwowej Wyższej Szkoły Techniczno-Ekonomicznej im. ks. Bronisława Markiewicza w Jarosławiu
Instytut Inżynierii Technicznej (IIT) - jeden z instytutów Państwowej Wyższej Szkoły Techniczno-Ekonomicznej im. ks. Bronisława Markiewicza w Jarosławiu (PWSTE). Prowadzi 7 semestralne, stacjonarne i niestacjonarne, studia inżynierskie na kierunkach: Informatyka, Geodezja i Kartografia, Budownictwo oraz Elektronika i Telekomunikacja.

## Historia
Instytut wywodzi się z Zakładu Informatyki, jaki utworzono w 1998 z chwilą powołania PWSTE. Zakład początkowo prowadził przedmioty informatyczne w ramach innych kierunków, a dopiero od 2001 studia licencjackie z przedmiotu informatyka stosowana. Doprowadziło to do powołania w 2002 przez senat PWSTE Instytutu Informatyki. Pierwszym dyrektorem Instytutu Informatki zostaje dr hab. inż. Waldemar Wójcik. Od roku akademickiego 2006/2007 rozpoczęto kształcenie studentów na poziomie inżynierskim. 1 września 2007 stanowisko dyrektora obejmuje prof. nzw. dr hab. inż. Franciszek Grabowski. W roku akademickim 2007/2008 uruchomiono kierunek geodezja i kartografia, a w roku następnym kierunek budownictwo. W lutym 2008 senat PWSTE powołuje Instytut w obecnej formie. W czerwcu Dyrektorem Instytutu zostaje doc. dr Dorota Dejniak. W roku akademickim 2011/2012 rozpoczęto kształcenie na kierunku Elektronika i Telekomunikacja.

## Dyrektorzy Instytutu
- 1998 – październik 2002 doc. dr Róża Weryńska
- październik 2002 – 1 września 2007 prof. dr hab. inż. Waldemar Wójcik
- 1 września 2007 – 2 kwietnia 2008 prof. nzw dr hab. Franciszek Grabowski
- 2 kwietnia 2008 – 31 sierpnia 2015 doc. dr Dorota Dejniak
- 1 września 2015 – 31 sierpnia 2020 doc. dr Justyna Stasieńko
- 1 września 2020 – nadal dr inż. Marek Banaś[2][3]

## Struktura organizacyjna
W skład Instytutu Inżynierii Technicznej wchodzi 6 zakładów:
- Zakład Automatyki i Elektroniki Praktycznej
- Zakład Budownictwa
- Zakład Geodezji i Kartografii
- Zakład Geodezji Zintegrowanej
- Zakład Informatyki
- Zakład Logistyki i Spedycji

## Kierunki i specjalności studiów
Instytut prowadzi studia stacjonarne na kierunkach:
- Informatyka
- Geodezja i Kartografia I stopnia
- Geodezja i Kartografia II stopnia
- Budownictwo
- Automatyka i Elektronika Praktyczna
- Logistyka i spedycja

## Inne informacje
Jak większość budynków PWSTE, Instytut ma siedzibę na terenie dawnych koszar 40 Ośrodka Materiałowo-Technicznego (przeformowanego w 1988 z 40 Pułku Artylerii).
W Instytucie działają dwa koła naukowe: Studenckie Koło Naukowe Informatyki oraz Koło Naukowe Geodetów Poligon.

## Literatura
- Państwowa Wyższa Szkoła Techniczno-Ekonomiczna (1998-2013) Jubileusz 15-lecia Alma Mater Jaroslaviensin, Jarosław 2013